# École nationale des sciences infirmières et sociales
Pour les articles homonymes, voir ENASS.
L'Ecole Nationale des Sciences infirmières et Sociales  est situé à N'djamena. Elle a connu son début en 1962 à l École Nationale des Infirmiers (E.N.I) où on formait les infirmiers et infirmières accoucheuses, les aides sociales. Cette formation, orientée beaucoup plus sur les aspects médicaux ne permettait pas aux jeunes aides sociales de diriger efficacement certaines activités des centres sociaux. C est ainsi qu en 1964, par décret n 137 du 12 août 1964 a été donc créée l École Nationale de Service Social et d Enseignement Ménager (E.N.S.S.E.M). Dans le même souci d améliorer la qualité de la formation, les deux écoles seront fusionnées pour faire naître l École Nationale de Santé Publique et du Service Social (E.N.S.P.S.S) par décret n 104/PR/MSP/84 du 19/03/84. Et plus tard en 1994, la loi 001/PR/94 du 10/01/94 portant reforme de l ENSPSS et le décret n 085/PR/MSP/94 portant statut de l École Nationale des Agents Sanitaires et Sociaux (ENASS) érige l ENASS en un établissement public à caractère administratif doté de la personnalité morale et l autonomie de gestion. C est dans ce contexte que le Ministère de la Santé Publique en collaboration avec le Ministère de l Action Sociale, de la Solidarité Nationale et de la Famille ont décidé d élaborer les nouveaux curricula de formation pour les différentes sections suivantes : Infirmier Diplômé d État (IDE), Sage-femme Diplômée d État (SFDE), Agent Technique de Santé (ATS), Agent Technique de Santé /Accoucheuse (ATS/Acc), Technicien de Laboratoire Diplômé d État (TLDE), Technicien de Génie Sanitaire et Assainissement Diplômé d État (TGSADE), Assistant Social Diplômé d État (ASDE), Jardinier d Enfant (JE). Cette reforme s inscrit dans une volonté d intégrer les mutations qui ont marqué l action sociale et la profession sociale depuis plusieurs décennies 

## Localisation
Située à N'Djamena dans le 2eme arrondissement de la capitale.